# Tschernitz
Tschernitz (baix sòrab: Cersk) és un municipi alemany que pertany a l'estat de Brandenburg. Forma part de l'Amt Döbern-Land i es troba a 30 kilòmetres de Cottbus, al costat de la frontera de Polònia. Està format pels nuclis de Tschernitz (1.092 h) i Wolfshain.